# Thermotogaceae
Thermotogaceae — родина бактерій, термофілів або гіпертермофілів, єдина у своєму типі (Thermotogae). Їхні клітини окутані набагато більшою зовнішньою мембраною, «тогою». Вони засвоюють вуглеводи. Види мають різну толерантність до концентрації солі і кисню.
Наприклад, T. subterranea SL1 була знайдена при температурі 70 °C в глибокому континентальному резервуарі нафти в Східному паризькому резервуарі (Франція). Ці бактерії — анаероби і відновлюють цистеїн і тіосульфати до сульфіду водню.
Структура білків цих бактерій викликає інтерес завдяки їхнім можливостям діяти в умовах дуже високих температур. Це також одна з причин, чому вони спочатку були прийняти за архей, багато з яких також є гіпертермофілами.